# Церковь Святого Николая (Котка)
Церковь Святого Николая (фин. Pyhän Nikolaoksen kirkko) — православный храм Хельсинкской митрополии Финляндской православной церкви. Старейшее сохранившееся здание в портовом городе Котка на острове Котка в юго-восточной Финляндии. Главная церковь православного прихода Котки.
Закладка храма состоялась во времена строительства российской морской крепости Роченсальм (Свенсксунд, с 1878 года — Котка). Храм строился в период с 1799 по 1801 год по проекту петербургского архитектора 8 класса Якова (Жака) Перрена (1750—1800), поступившего на службу в Главное адмиралтейство в 1768 году и в 1792 году построившего по собственному проекту церковь во имя Святой Живоначальной Троицы в Галерной гавани Санкт-Петербурга. Достраивал церковь с мая 1800 года петербургский архитектор Миллер. Церковь была освящена 14 октября 1801 года.
По архитектурному стилю представляет собой неоклассический палладианизм XVIII века и является старейшим зданием в этом стиле в Финляндии. Одна из самых значительных православных церквей Финляндии конца XVIII — начала XIX века. Иконостас и большие иконы — яркий пример влияния императорской Академии художеств в Санкт-Петербурге на стиль иконной живописи. Иконы иконостаса написаны профессором Иваном Тупылевым. В иконах заметно влияние живописи художников Ренессанса: Рафаэля, Бартоломе Эстебана Мурильо, Гвидо Рени и Тициана.
Адмирал П. И. Пущин ходатайствовал в Адмиралтейской коллегии о направлении архитектора в Роченсальм для руководства строительством церкви. В 1800 году вместо тяжело больного Перрена в Роченсальм командирован архитектор Миллер из петербургского Главного адмиралтейства. Он прибыл в конце мая, спроектировал иконостас и составил список икон. Иконостас и иконы были заказаны адмиралом П. И. Пущиным в Петербурге, и поручение оформлено контрактом от 9 декабря 1800 года. Вся иконостасная конструкция была доставлена морским путём в Роченсальм в конце лета 1801 года. Церковь была освящена 14 октября 1801 года.
В мае 1824 года Морское министерство Российской империи в Петербурге командировало архитекторского помощника Мартынова в Роченсальм для оценки состояния портовой церкви и составления сметы на её ремонт. Составленные им фиксационные чертежи плана и фасада церкви самые ранние среди обнаруженных в архиве изображений этой церкви. Перрен принял крестообразный план, с ротондой в средокрестии церкви. Натурная длина храма и ширина его нефа совпадают с окончательными размерами Перрена, по которым строили церковь; длина трансепта 10 сажен, а ширина его рукавов 6 сажен. Церковь сохранилась в неизменном виде до наших дней.
В 1828 году военно-морской порт в Роченсальме был ликвидирован, а все чины морского ведомства переведены в Свеаборг, а церковь Николая Чудотворца передана русскому духовному ведомству в Финляндии.
Храм уцелел при разрушении города Роченсальм в 1855 году во время Крымской войны. Самое древнее здание, сохранившееся в городе Котка. Храм окружает парк Исопуйсто. В 1975 году у стен церкви были погребены поднятые финнами с дна пролива Руотсинсальми Финского залива Балтийского моря останки моряков с гребного фрегата «Святой Николай», погибшего в начале второго Роченсальмского сражения 1790 года.